# Équipe de Suède de rink hockey
L'Équipe de Suède de rink hockey est une ancienne sélection nationale qui représenta la Suède au cours du Championnat d'Europe de rink hockey masculin 1998. Depuis lors, la Suède n'a plus été représentée dans aucune des compétitions officielles de rink hockey.

## Championnat d'Europe 1998
La Suède termine à la dixième et dernière place du championnat d'Europe de rink hockey masculin 1998, en perdant l'ensemble de ses cinq matchs, marquant 6 buts et en encaissant 70.
| Date       | Adversaire | Résultat |
| ---------- | ---------- | -------- |
| 13/12/1998 | Angleterre | 4-9      |
| 14/12/1998 | Suisse     | 0-26     |
| 14/12/1998 | Allemagne  | 1-17     |
| 16/12/1998 | Italie     | 0-10     |
| 18/12/1998 | Autriche   | 1-8      |